# Hrabstwo Watauga
Hrabstwo Watauga – hrabstwo w USA, w stanie Karolina Północna, według spisu z 2000 roku liczba ludności wynosiła 42 695. Siedzibą hrabstwa jest Boone

## Geografia
Według spisu hrabstwo zajmuje powierzchnię 810 km², z czego 809 km² stanowią lądy, a 1 km²  stanowią wody.

### Miasta
- Boone
- Beech Mountain
- Blowing Rock

### CDP
- Cove Creek
- Foscoe
- Valle Crucis

### Sąsiednie hrabstwa
- Hrabstwo Ashe
- Hrabstwo Wilkes
- Hrabstwo Caldwell
- Hrabstwo Avery
- Hrabstwo Johnson (Tennessee)